# カフェバー
カフェバー（Cafe and Bar）は、日本の喫茶店・飲食店の営業形態の一つ。内装、メニュー、接客スタイルがカフェとバーの融合した形の店舗で、日本では主に1980年代に流行した。

## 概要・歴史

### 前史
1980年代初頭、東京都港区西麻布（霞町）に「レッドシューズ」という飲食店がオープンした。深夜営業を行っており、六本木で遊び疲れた若者が始発電車を待つのに便利であった。
ビルの地下にある小さな店で、内装は松井雅美が担当。アールデコ調に和風（風神・雷神の壁画が描いてあった）を加えたデザインがおしゃれであった。レッドシューズの扉には「cafe & bar」と書かれており、カフェバーブームの走りとなった。このレッドシューズをプロデュースしたことで、松井は「空間プロデューサー」としてその名を知られるようになる。

### 喫茶店とバーの境界線を越えて
同時期に渋谷では「ソーホーズ」（Soho-'s）がオープンし、ニューヨークにあるロフトをカフェに仕立てたイメージ空間が評判となり、バーでありながら、「ビールもウイスキーも、ケーキも味わえる店」として、連日のように人が押し寄せる繁盛ぶりを見せていた。ソーホーズの名前はソーホーズ・ホスピタリティ・グループ元会長の月川蘇豊の名に由来する。
ブームは瞬く間に各地に拡大し、若年層を集客対象とする飲食店は既存店も含めカフェバーの呼称を用いた。こういった現象によって各店は差別化に知恵を絞ることになり、多くの「カフェバー亜種」を生んだ。
デイタイム営業も多くなり、軽食、ソフトドリンクに限らず、見た目鮮やかなカクテルが昼夜を問わずテーブルを飾った。
女性に圧倒的支持を受けた東京・表参道の「キーウエストクラブ」（1984年開店、経営は東京ブラウス　店は現存しない）では服装による入店チェックも行われ、ドラマのロケに使われたり観光スポットにもなったりと、一時はカフェバーの代名詞としてもてはやされた。

### 沈静化と再勃興
その後1990年代より、各地に様々なタイプの「カフェ」が乱立すると、こうしたタイプのカフェでも喫茶店とバーの境界線はなくなったことで、いわゆる旧タイプの「カフェバー」に該当する形態の飲食店は現在も多数存在するが、かつてのように「カフェバー」と称することはなくなった。その後、2000年代に入ると、サブカルチャーの系譜のコスプレ系飲食店が酒類を提供したり、深夜営業を行うことも多くなった。この際にガールズバーやキャバクラなどの水商売との同一視を嫌い、「カフェバー」と称して営業する店舗が出てきている。